# Alexandre Beljame
Alexandre Beljame, né à Villiers-le-Bel le 26 novembre 1842 et mort à Domont le 17 septembre 1906, est un universitaire français, spécialiste de langue et littérature anglaises et chevalier de la Légion d'honneur.

## Biographie
Alexandre Beljame naît à Villiers-le-Bel le 26 novembre 1842, fils d'Alexandre Michel Beljame et de Clémentine Bosc. Il passe une partie de son enfance au Royaume-Uni et se rend par la suite fréquemment à Londres. Il commence sa carrière au lycée Louis-le-Grand où il est nommé professeur d'anglais en 1864 avant d'obtenir une licence de lettres en 1867.
Il est agrégé de langues vivantes en 1868 puis est étudiant de l'EPHE en 1868-1869. En 1871, il est nommé professeur de langue anglaise à l'École libre des sciences politiques. Le 24 juin 1881, il soutient ses deux thèses de doctorat ès lettres à la Faculté de Paris. La première, en français porte sur le public et les hommes de lettres en Angleterre au XVIIIe siècle. La deuxième, en latin, traite des mots français importés dans la langue anglaise par John Dryden. 
Il enseigne par la suite à la Sorbonne où une chaire de langue et littérature anglaises est créée pour lui. En 1990, il est maître de conférences à l'École Normale Supérieure et en 1895, il obtient le poste de professeur adjoint à la Faculté des lettres de Paris. Spécialiste de la littérature anglaise du XVIIIe siècle et de Shakespeare, dont il traduit en français plusieurs pièces, il est chargé en 1906 d'un cycle de conférences à Trinity College (Cambridge) sur « la critique shakespearienne en France depuis Voltaire ».
Il est aussi le traducteur de Daniel Defoe, d'Oliver Goldsmith, de Maria Edgeworth, de Shelley et de Tennyson, et il est l'auteur de nombreux ouvrages destinés à promouvoir l'enseignement de l'anglais dans les établissements scolaires français. Son étude sur Le Public et les hommes de lettres en Angleterre au XVIIIe siècle, couronnée par l'Académie française lors de sa deuxième édition en 1897, puis traduite et rééditée en anglais en 1948 et 1998, demeure un ouvrage de référence en la matière.
Parmi ses autres activités, Alexandre Beljame représente les professeurs de langues au Conseil supérieur de l'Instruction publique et est également l'organisateur du Fonds Beljame.

## Publications
- Le Public et les hommes de lettres en Angleterre au dix-huitième siècle. 1600-1744. Dryden. Addison. Pope (1881) Texte en ligne, prix Marcelin Guérin de l’Académie française en 1883
- Oliver Goldsmith : Le Vicaire de Wakefield (1866)
- Maria Edgeworth : Forester (1866)
- Daniel Defoe : Vie et Aventures de Robinson Crusoë (1874)
- Maria Edgeworth : Old Poz (1888)
- Alfred Tennyson : Enoch Arden (1892)
- Percy Bysshe Shelley : Alastor, ou le Génie de la solitude (1895)
- William Shakespeare : Macbeth (1897), prix Langlois de l’Académie française en 1898
- William Shakespeare : Jules César (1899), prix Langlois de l’Académie française en 1903
- William Shakespeare : Othello, le Maure de Venise (1899), prix Langlois de l’Académie française en 1903

Ouvrages scolaires
- Exercices oraux de langue anglaise (1866)
- The Bona-fide dictionary of the French English languages, by John Bellows, revised and corrected by Auguste Beljame and John Sibree (1874)
- Dictionary for the pocket, French and English and English and French, by John Bellows, revised by Alexandre Beljame (1877)
- Exercices sur le cours complet de grammaire anglaise de C. Fleming (1870)
- Première Année d'anglais, exercices gradués et pratiques sur la prononciation, la grammaire et la conversation (1872)
- Cours pratique de prononciation anglaise (1873)
- Deuxième Année d'anglais. Exercices gradués et pratiques sur la prononciation, la grammaire et la conversation (1873)
- First English Reader. Premier livre de lectures anglaises (classe préparatoire) (1882)
- Second English Reader. Deuxième livre de lectures anglaises (classe de huitième) (1883)
- Les Mots anglais groupés d'après le sens, avec Adolphe Bossert (1887)
- Third English Reader. Troisième livre de lectures anglaises (classe de septième) (1888)
- Fourth English Reader. Quatrième livre de lectures anglaises (classe de sixième) (1894)
- Chansons anglaises (English Songs) (1901)
- English and the English, livres de lectures anglaises (2 volumes, 1902-1903)
- Easy lessons in English, avec Georges Jamin (1903)
- Very easy lessons in English, avec Georges Jamin (1904)
- Morceaux choisis de littérature anglaise, avec Émile Legouis (1905)

## Décorations
- Chevalier de la Légion d'honneur (le 5 février 1897 [9])